# تاريخ الصحف الأمريكية
نشأ تاريخ الصحف الأمريكية منذ مطلع القرن الثامن عشر مع نشر الصحف الاستعمارية الأولى. بدأت الصحف الأمريكية بوصفها مطبوعات متواضعة. أصبحت قوة سياسية في الحملة من أجل الاستقلال الأمريكي. بعد الاستقلال، كفل التعديل الأول لدستور الولايات المتحدة حرية الصحافة. قدم قانون الخدمة البريدية للولايات المتحدة عام 1792 إعانات كبيرة: سُلمت الصحف حتى 100 ميل مقابل فلس واحد، وما بعده مقابل 1.5 سنت، وتراوحت أجرة البريد من الدرجة الأولى من ستة سنتات إلى ربع. نمت الصحافة الأمريكية بسرعة خلال نظام الحزب الأول (1790-1810) عندما رعى كلا الحزبين الصحف للوصول إلى أنصارهم المخلصين. منذ ثلاثينيات القرن التاسع عشر فصاعدًا، بدأت مطبعة بيني تؤدي دورًا رئيسيًا في الصحافة الأمريكية. ساعدت التطورات التكنولوجية مثل التلغراف والمطابع الأسرع في أربعينيات القرن التاسع عشر على توسيع الصحافة في البلاد إذ شهدت نموًا اقتصاديًا وديموغرافيًا سريعًا. أصبح المحررون عادةً المتحدثين باسم الحزب المحلي، وأعيد طبع المقالات الافتتاحية القوية على نطاق واسع. بحلول عام 1900، أصبحت الصحف الكبرى مراكز قوة مربحة للدعوة والتحايل على الأخطاء والإثارة، جنبًا إلى جنب مع جمع الأخبار الجاد والموضوعي. خلال أوائل القرن العشرين، قبل ظهور التلفزيون، كان المواطن الأمريكي العادي يقرأ عدة صحف يوميًا. ابتداءً من عشرينيات القرن الماضي، أدت التطورات التكنولوجية إلى تغير طبيعة الصحافة الأمريكية، إذ ظهرت الإذاعة ثم التلفزيون وأدت أدوارًا تنافسية متزايدة الأهمية. في أواخر القرن العشرين، أصبح جزء كبير من الصحافة الأمريكية جزءًا من مجموعات وسائل الإعلام الكبرى. مع ظهور الصحافة الرقمية في القرن الحادي والعشرين، واجهت جميع الصحف أزمة تجارية إذ تحول القراء إلى الإنترنت بحثًا عن المصادر وتبعها المعلنون.

## الحقبة الثورية والعصر الوطني المبكر: 1770-1820
كانت الصحف الأسبوعية في المدن والبلدات الكبرى معاقل للوطنية -مع وجود عدد قليل من الصحف الموالية. طُبعت العديد من الكتيبات والإعلانات والرسائل والتصريحات الوطنية. عشية ثورة فرجينيا كان لديها ثلاث صحف أسبوعية منفصلة في الوقت ذاته كلها ساهمت في إشعال الثورة ضد الاستعمار البريطاني.

### جاسوس ماساتشوستس والصحافة الوطنية
كانت صحيفة ماساتشوستس سباي التي أصدرها أيزيا توماس في ماساتشوستس، ونُشرت في بوسطن ووستر، على وشك التعرض للقمع باستمرار، منذ تأسيسه في 1770 إلى 1776 وفي أثناء الثورة الأمريكية. في 1771-1773 عرض الجاسوس مقالات للعديد من المعلقين السياسيين المجهولين الذين أطلقوا على أنفسهم اسم سنتينيل وموسيوس سكيفولا وليونيداس.
تحدثوا بنفس المصطلحات حول قضايا مماثلة، وأبقوا الجدالات الوطنية في الصفحة الأولى، ودعموا بعضهم ضد الهجمات في الأوراق الموالية للحكومة. كان القتال الخطابي إحدى الخطط الوطنية التي شرحت قضايا اليوم وعززت التماسك دون الدعوة إلى تمرد صريح. تحدث كتاب الأعمدة إلى المستعمرين بوصفهم شعبًا مستقلًا يرتبط ببريطانيا فقط بواسطة ميثاق قانوني طوعي. سرعان ما حمل الجاسوس الراديكالية إلى نهايتها المنطقية. عندما أعيد طبع مقالات من

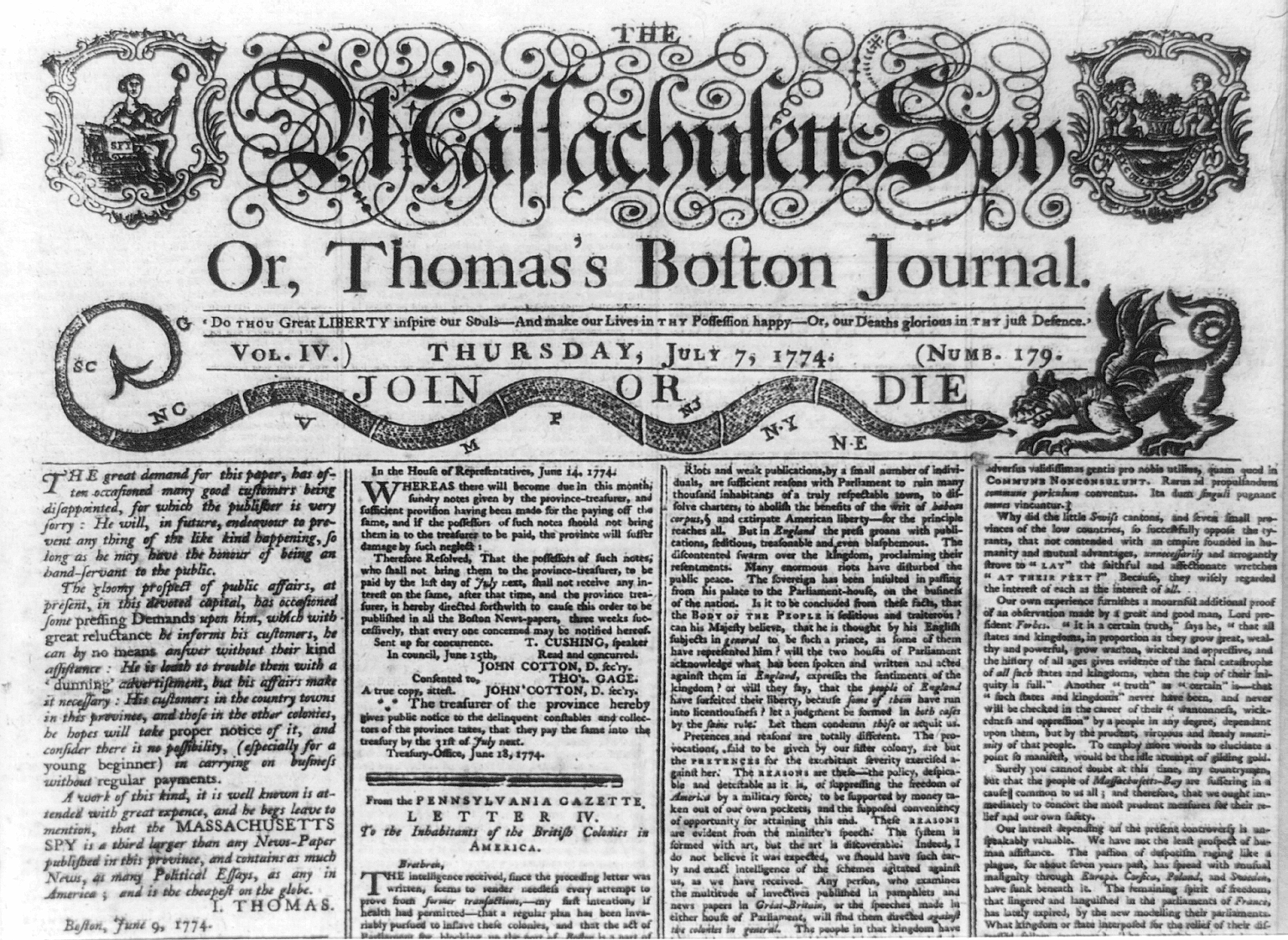
ماساتشوستس جاسوس 7 يوليو 1774

الجاسوس في صحف أخرى، كانت الدولة ككل جاهزة للحس المشترك لتوم باين عام 1776.
كانت السنوات المضطربة بين 1775 و 1783 فترة من التجارب والاضطرابات الكبيرة بين الصحف. أدى الانقطاع والقمع ونقص الدعم إلى كبح نموهم بشكل كبير. رغم وجود 43 صحيفة في الولايات المتحدة عند توقيع معاهدة السلام (1783)، مقارنة بسبعة وثلاثين صحيفة في تاريخ معركة ليكسينغتون (1775)، إلا أن 12 صحيفة فقط بقيت تعمل بشكل مستمر بين الاثنين. عانى معظم هؤلاء من التأخير والصعوبات بسبب نقص الورق والنوع والمحسوبية. لم تستمر صحيفة واحدة في المدن الرئيسية، بوسطن ونيويورك وفيلادلفيا، في النشر طوال الحرب. عندما كانت القوات الاستعمارية في السلطة، قمعت الصحف الملكية، وفي أوقات الاحتلال البريطاني، كانت الصحف الثورية مبعدة، أو متوقفة، أو أصبحت ملكية، وعانت في المنعطف التالي للثورات العسكرية. حدث نزوح جماعي للصحف من المدن الواقعة على طول الساحل إلى المناطق الداخلية الأصغر، حيث أمكنهم الاستمرار دون انقطاع. ندرة الورق كانت حادة. ولا يمكن استبدال النوع البالي. تدهور مظهر الصحف، وفشلت القضايا أحيانًا في الظهور على الإطلاق. خدمة البريد، التي لم تكن جيدة على الإطلاق، كانت أفقر من أي وقت مضى، الصحف الأجنبية، وهي مصدر مهم للمعلومات، يمكن الحصول عليها لكن نادرًا، أصبح العديد من الكتاب الأكثر كفاءة الذين ملأوا الأعمدة بأطروحات حول الحقوق الاستعمارية والحكومة مشغولين الآن بأمور أخرى.